# 谢黎迪·尤斯提尼安
谢黎迪·尤斯提尼安（匈牙利語：Serédi Jusztinián；原名Szapucsek György；1884年4月24日—1945年3月29日），是匈牙利籍天主教司铎级枢机、匈牙利首席主教、埃斯泰尔戈姆总教区总主教、本笃会会士、匈牙利科学院董事会成员、匈牙利天主教会驻圣座代办、匈牙利米茨凯维奇协会首任名誉会长,曾参与主持编纂九卷本巨著《教会法典的渊源》（拉丁语：Codicis Juris Canonici Fontes），系统性地收录了1917年教会法典的每条法规的文献来源等。
1901年，谢黎迪加入了本笃会于匈牙利潘诺恩哈尔姆的分会，并于1908年7月14日晋铎。之后成为了宗座圣安瑟莫学院的教会法教授。1927年至1945年间，他担任埃斯泰尔戈姆总主教，并且由于埃斯泰尔戈姆总主教一职历来在匈牙利天主教会内的悠久传统与权威，也因此成为了匈牙利首席主教。1939年他参加了选举教宗庇护十二世的秘密会议。1933年至1945年间任圣伊什特万学院院长。
谢黎迪除了匈牙利外，还精通拉丁语，且掌握古希腊语与希伯来语，意大利语达到了母语水平，同时也擅长德语与法语，但其英语和西班牙语水平一般。上匈牙利地区回归匈牙利后，他也开始学习斯洛伐克语。
谢黎迪曾协助波兰左翼记者亨利克·斯拉维克和匈牙利政治家安塔尔·尤若夫一同拯救了三万多名波兰难民，其中包括了数千名波兰犹太人。1938年，在匈牙利国会进行第一部《犹太人法》这一反犹主义法案的国会辩论中，他发言反对该法案。在箭十字党经纳粹德国的支持下推翻霍尔蒂·米克洛什摄政政权并掌权后，他公开反对箭十字党领袖萨拉希·费伦茨，宣布其权力非法，并拒绝参加这位“民族元首”的就职典礼。1945年，他在防空洞中去世，其在埃斯泰尔戈姆总教区的教座的继任者为明曾蒂·尤若夫。

## 牧徽

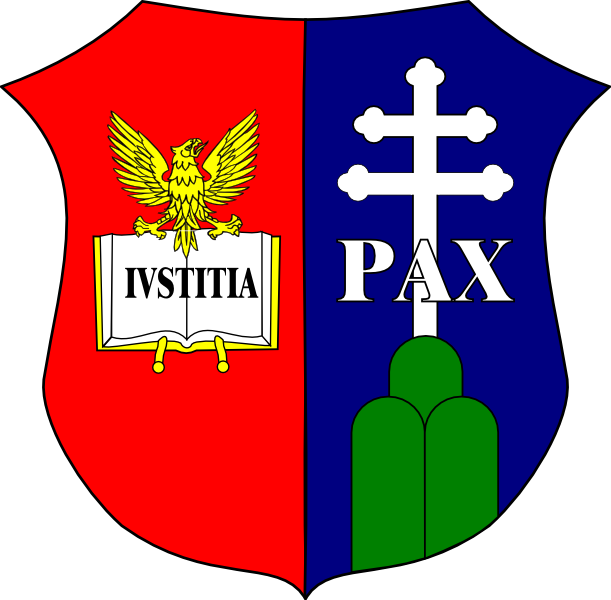
谢黎迪·尤斯提尼安牧徽